# Municipio Zapopan
Koordinaten: 20° 43′ N, 103° 24′ W
Zapopan ist ein Municipio im mexikanischen Bundesstaat Jalisco in der Región Centro. Das Municipio – es bildet den Norden der Zona Metropolitana de Guadalajara – hatte beim Zensus 2010 1.243.756 Einwohner; die Fläche des Municipios beträgt 1166,1 km².
Größte Stadt im Municipio und Verwaltungssitz ist die gleichnamige Millionenstadt Zapopan. Weitere Orte mit zumindest 4000 Einwohnern sind Tesistán, La Venta del Astillero, Fraccionamiento Campestre Las Palomas und Nextipac. Insgesamt umfasst das Municipio 234 Ortschaften.
Das Municipio Zapopan grenzt an die Municipios Tequila, San Cristóbal de la Barranca, Ixtlahuacán del Río, Guadalajara, Tlajomulco de Zúñiga, Tala, El Arenal und Amatitán.
Das Gemeindegebiet liegt auf durchschnittlich etwa 1550 m über dem Meeresspiegel, die vorherrschende Landschaftsform ist Hügelland zwischen 1500 m und 2000 m Höhe. Gut 40 % der Gemeindefläche sind bewaldet, über 20 % werden landwirtschaftlich genutzt, 9 % bilden die urbane Zone in der Metropolregion.